# 浙江省严州中学
浙江省严州中学坐落在浙江省建德市梅城镇，前身是创建于1901年的六睦学堂，历称严郡中学堂、省市第九中学堂、省立严州中学。1999年列为浙江省重点中学，1998年，经省教委评估，认定为省级重点中学。
2016年，严州中学加盟学军中学教育集团。

## 学校设施
- 3幢教学楼，拥有40个教室
- 2个语音教室
- 2个计算机教室
- 校内闭路电视系统
- 2幢学生宿舍楼（男生十五层共150间宿舍、女生十五层共150间宿舍），男生宿舍每间容纳8名男生，共可容纳5000名学生
- 图书馆藏书65000余册，其中有一批珍贵的线装书；
- 多功能体艺馆、田径场、足球场及4个排球场、8个篮球场、1个游泳场。

## 师资
共200余名专职教师，其中有高、中级职称的占99％。
研究生课程班、骨干教师研修班结业的有40人，省优秀教师9人。

## 校训
严、勤、实、敬

## 校友
- 徐永清，中将，中华人民共和国武警部队政委
- 张齐生，教授，中国工程院院士
- 邵华泽，《人民日报》社社长